# Rhionaeschna mutata
Rhionaeschna mutata – gatunek ważki z rodziny żagnicowatych (Aeshnidae). Występuje na terenie Ameryki Północnej.